# Orłowice (przystanek kolejowy)
Orłowice – przystanek osobowy w Orłowicach, położony w południowo-zachodniej części województwa dolnośląskiego. 
Został on otwarty 31 października 1909 roku jako stacja kolejowa i był jedną z czterech stacji i przystanków Kolei Gór Izerskich, z której to jeździły pociągi pomiędzy Mirskiem a Świeradowem-Zdrojem. W 1996 roku został on zamknięty, a pod koniec 2023 roku wraz z rewitalizacją linii kolejowej do Świeradowa-Zdroju ponownie otwarty.

## Położenie
Przystanek osobowy Orłowice położony jest w zachodniej części Orłowic, na południe od drogi wojewódzkiej nr 361. Administracyjnie leży w województwie dolnośląskim, powiecie lwóweckim, gminie Mirsk.
Przystanek jest zlokalizowany poza główną linią zabudowy miejscowości, na wysokości 410 m n.p.m.

## Historia

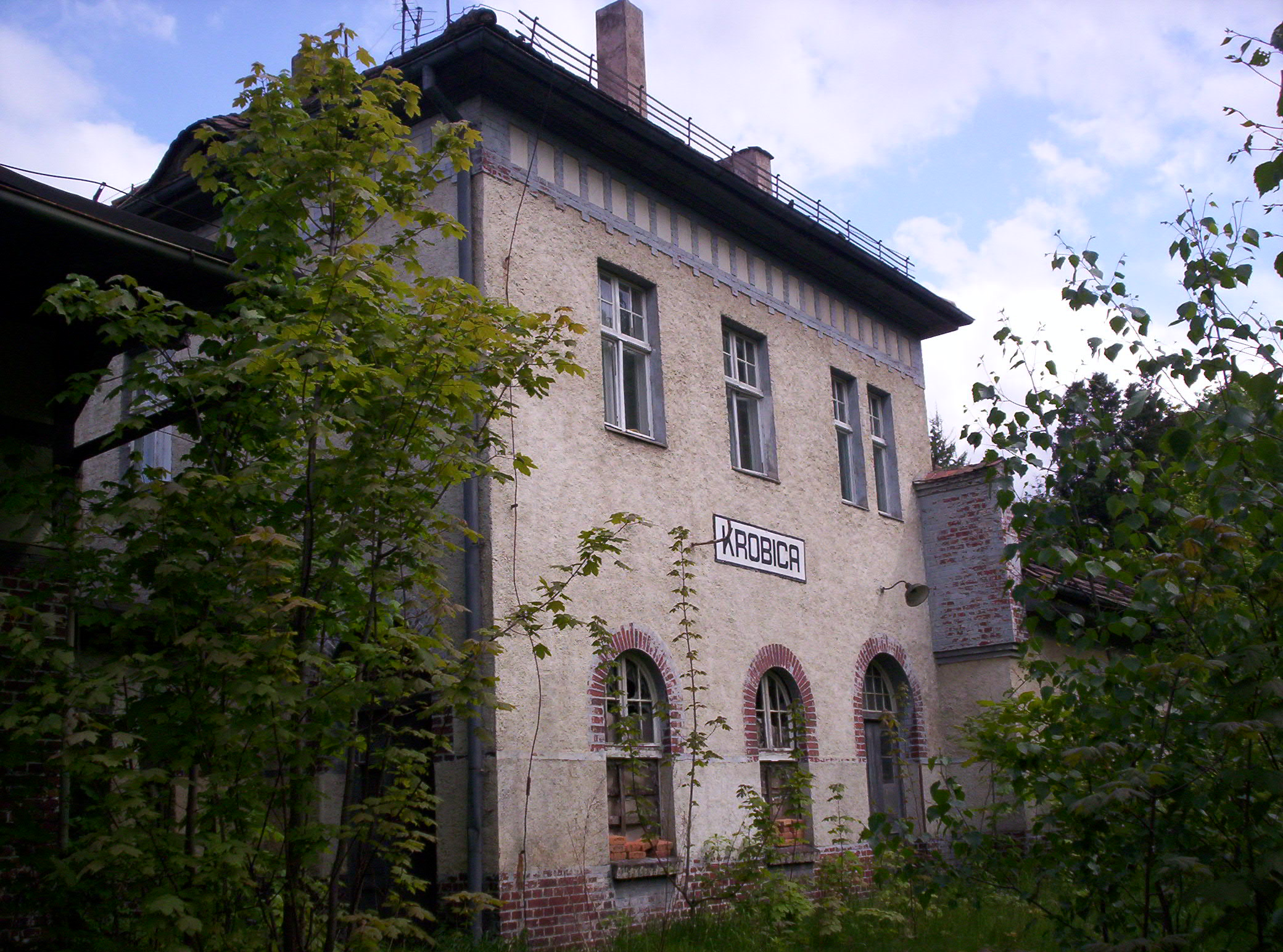
Dworzec kolejowy na ówczesnym przystanku Krobica w 2007 roku

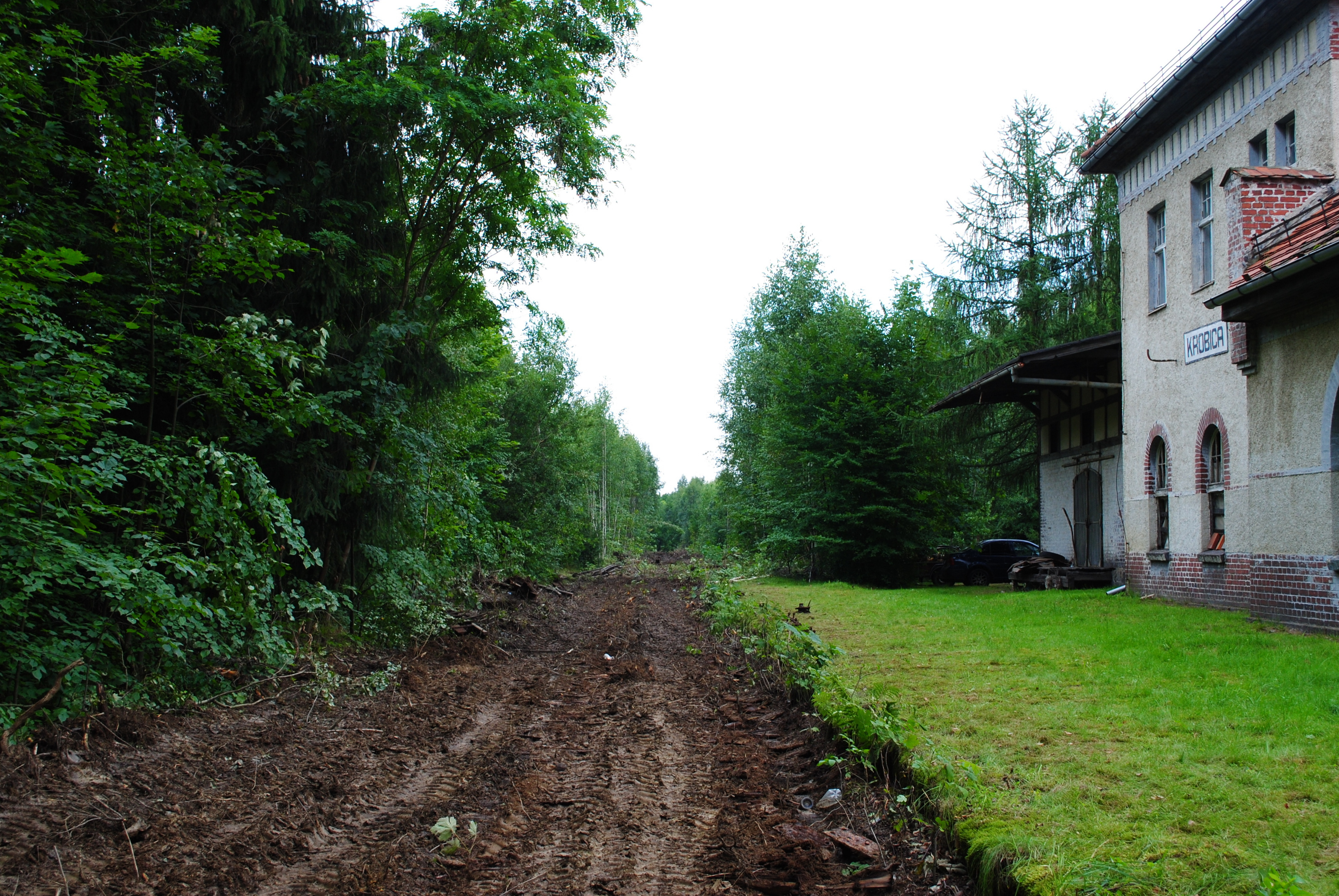
Linia kolejowa nr 336 (późn. 317) na wysokości Orłowic w trakcie prac rewitalizacyjnych w sierpniu 2021 roku

Powstanie stacji w Orłowicach wiązało się budową linii kolejowej łączącej Mirsk ze Świeradowem-Zdrojem. Pierwsza koncepcja budowy tej linii powstała w 1901 roku, jednakże w rzeczywistości jej budowę rozpoczęto z inicjatywy prywatnej w marcu 1908 roku. Pierwotnie projekt budowy zakładał, że będzie ona służyć ruchowi osobowemu i towarowemu, a planowany przystanek na wysokości Orłowic planowano podobnie wyposażyć jak przystanek Mroczkowice, tj. wybudowanie małego budynku dworcowego, peronu, magazynu towarowego, budynku gospodarczego, a także stajni, pralni oraz studni. Linię późniejszej Kolei Gór Izerskich do Świeradowa-Zdroju ukończono 1 października 1909 roku, a jej uroczyste otwarcie odbyło się 31 października tego samego roku W późniejszym czasie wybudowano w Orłowicach nowy dworzec kolejowy wraz z magazynem.
Po II wojnie światowej cała infrastruktura przystanku przeszła w zarząd PKP, a stację zyskała nazwę Krobica. Wydłużono wtedy linie pociągów regionalnych, które zamiast kończyć bieg w dawnej stacji węzłowej Mirsk przedłużono, jeżdżąc głównie do Legnicy przez Gryfów Śląski i Lwówek Śląski. W czasach Polski Ludowej pobliżu przystanku wybudowano dwie bocznice towarowe: do tartaku oraz do kopalni surowców mineralnych. Pod koniec lat 60. XX wieku na stacji zdemontowano peron oraz kilka torów. Wtedy też prawdopodobnie doszło do degradacji stacji na przystanek osobowy. 
Ostatni pociąg pasażerski odjechał z ówczesnego przystanku Krobica 11 lutego 1996 roku, a przez następne dwa lata kursowały przez linię pociągi towarowe.
8 czerwca 2020 roku spisano akt notarialny, na mocy którego województwo dolnośląskie przejęło linie kolejowe nr 317 i 336 Gryfów Śląski – Mirsk – Świeradów Zdrój od Polskich Kolei Państwowych. Pod koniec maja 2021 roku rozpoczęły się pierwsze prace przy rewitalizacji obydwu linii kolejowych. 7 grudnia 2023 roku odbyła się uroczystość otwarcia linii kolejowej Gryfów Śląski – Mirsk – Świeradów-Zdrój, a pierwsze regularne połączenia pasażerskie na linii ruszyły trzy dni później. W tym też czasie dotychczasowy przystanek Krobica przemianowano na Orłowice.

## Linie kolejowe
Przystanek osobowy Orłowice jest 5. posterunkiem ruchu na linii kolejowej nr 317 (13,929 km), do 2023 roku oznaczanej jako linia kolejowa nr 336 (3. posterunek ruchu; 5,260 km). Linia ta wraz z przystankiem Orłowice jest pod zarządem Dolnośląskiej Służby Dróg i Kolei. 
Układ torowy przystanku przed 1996 rokiem to tor główny, tor boczny dodatkowy i tor boczny ładunkowy.

### Bocznice kolejowe

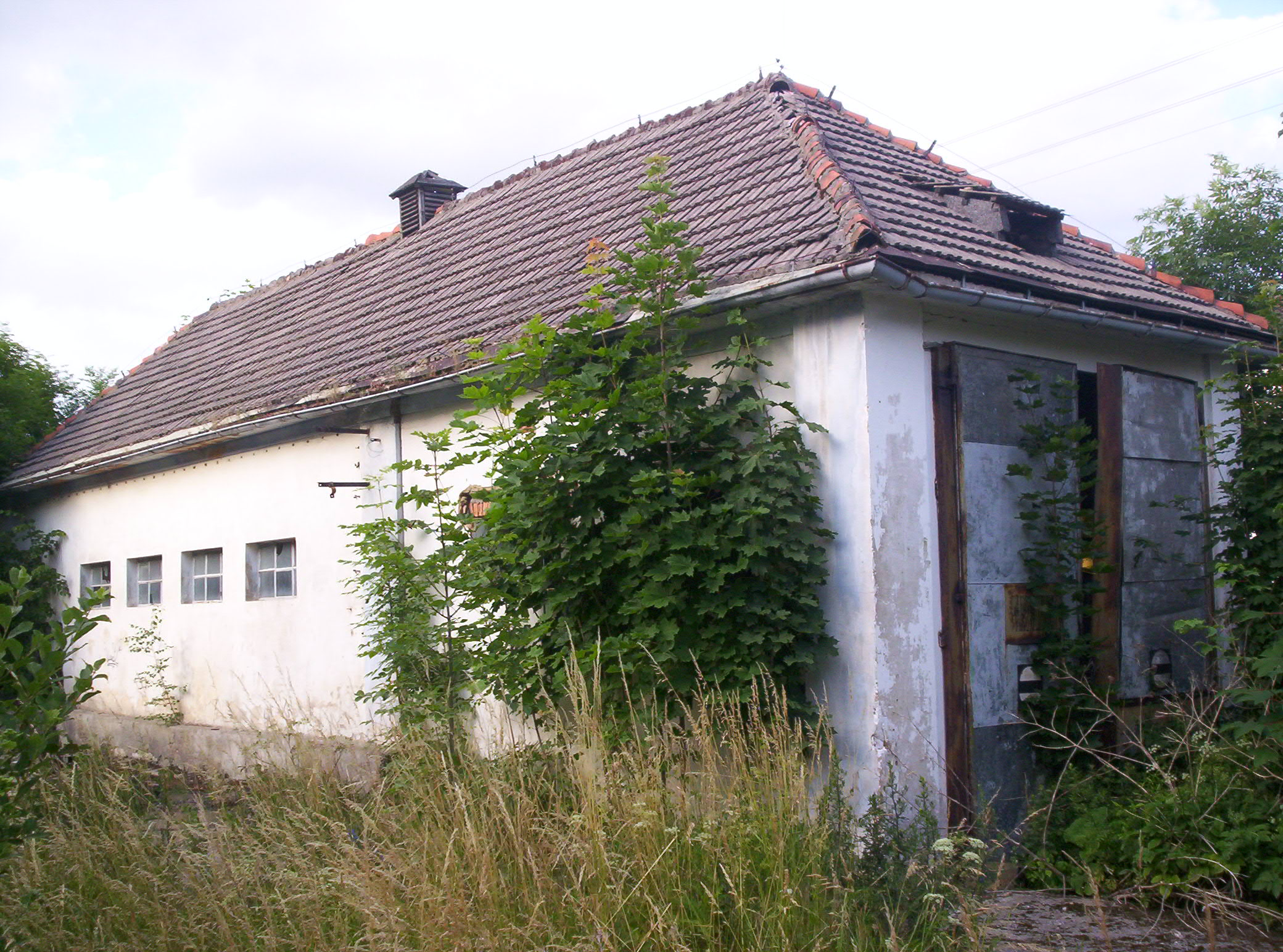
Nieistniejąca zabudowa bocznicy do zakładów płyt pilśniowych (2008)

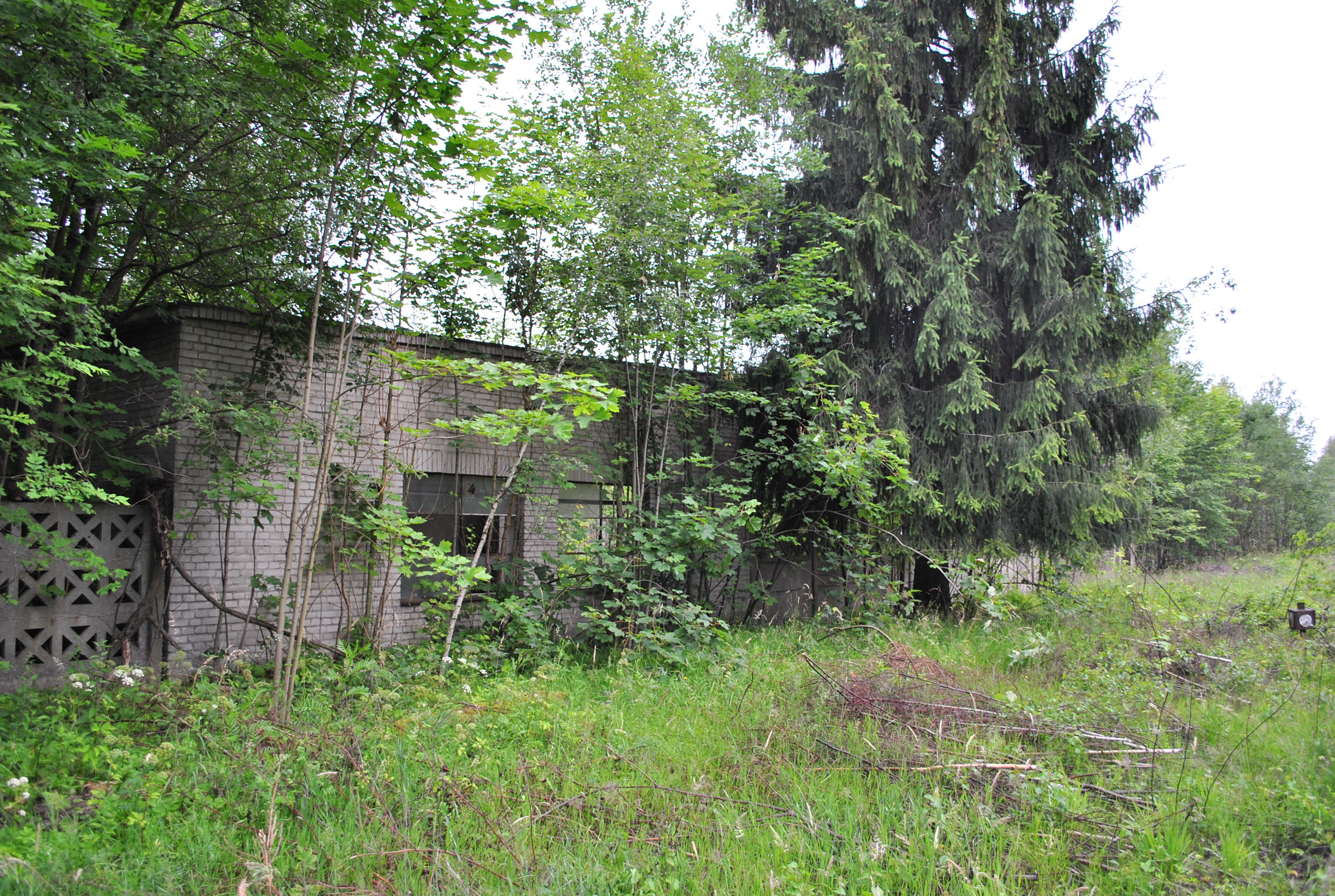
Zabudowa bocznicy do kopalni łupków łyszczykowych (2011)

- Bocznica do zakładów płyt pilśniowych – powstała po II wojnie światowej[a]; wjazd do bocznicy zaczynał się przed wzniesieniem linii przed przystankiem Orłowice; bocznica biegła wschodnią stroną linii i przecinała równolegle drogę wojewódzką nr 361; bocznica składała się z dwóch ramp ładunkowych oraz dwóch budynków[18][4][19],
- Bocznica do kopalni łupków łyszczykowych – bocznicę wybudowano po II wojnie światowej[a]; wjazd do bocznicy znajdował się na wysokości magazynu przy dworcu kolejowym; biegła ona równolegle do linii kolejowej po jej zachodniej stronie; bocznica składała się z toru, budynku z rampą załadowczą i budynku, gdzie przechowywano lokomotywę[18][4][19].

## Infrastruktura

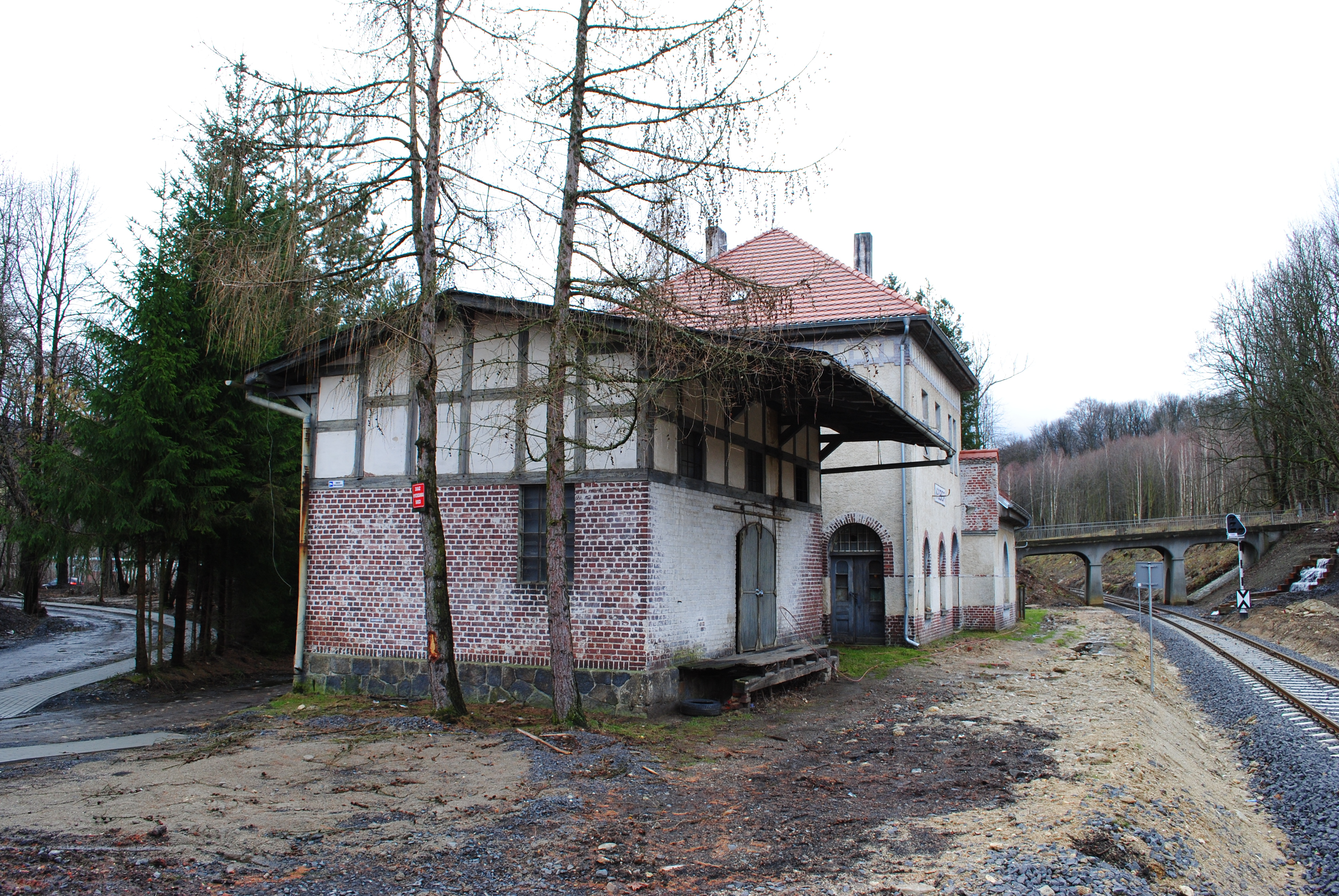
Dworzec kolejowy d. stacji Krobica wraz z magazynem w sąsiedztwie przystanku (2024)

Przystanek Orłowice wyposażony jest w peron z zadaszeniem, ławkami, koszami na śmieci, oświetleniem, tablicami informacyjnymi i monitoringiem, a przy nim znajdują się zadaszone miejsce ze stojakami rowerowymi oraz parking samochodowy. 
Pierwotne wyposażenie przystanku Orłowice stanowiły następujące obiekty: budynek dworca kolejowego z magazynem (pełni funkcje mieszkalne) i WC.

## Połączenia
Połączenia pasażerskie realizowane z Orłowic miały charakter regionalny, ale przez stację kursowały przed 1945 rokiem dodatkowo dalekobieżne wagony w relacji między Berlinem i Wrocławiem a stacją Świeradów Zdrój. Z biegiem czasu zmniejszała się liczba połączeń oraz ilość relacji bezpośrednich, które były realizowane z obecnego przystanku. Od 10 grudnia 2023 roku, w okresie 2023/2024 z przystanku Orłowice odbywa się ruch pasażerski na odcinku Świeradów-Zdrój – Gryfów Śląski wraz z przedłużeniem części kursów do Jeleniej Góry, Węglińca i Görlitz. Połączenia obsługiwane są przez Koleje Dolnośląskie.
| Okres   | Kierunek                                                                  | L. połączeń | Źr.    |         | Okres                                                         | Kierunek | L. połączeń | Źr. |
| ------- | ------------------------------------------------------------------------- | ----------- | ------ | ------- | ------------------------------------------------------------- | -------- | ----------- | --- |
| 1939    | Mirsk Świeradów Zdrój Świeradów Nadleśnictwo                              | 10 7 3      | [ 23 ] | 1985/86 | Świeradów Zdrój Gryfów Śląski Jelenia Góra                    | 3 2      | [ 24 ]      |     |
| 1947    | Świeradów Nadleśnictwo Gryfów Śląski Lwówek Śląski                        | 3 2 1       | [ 25 ] | 1995/96 | Gryfów Śląski Świeradów Zdrój                                 | 4 3      | [ 26 ]      |     |
| 1966/67 | Świeradów Zdrój Legnica Gryfów Śląski Jelenia Góra Lubań Śląski Złotoryja | 5 2 1       | [ 27 ] | 2023/24 | Świeradów-Zdrój Gryfów Śląski Jelenia Góra Goerlitz Węgliniec | 6 5 2 1  | [ 28 ]      |     |